# Manu Katché

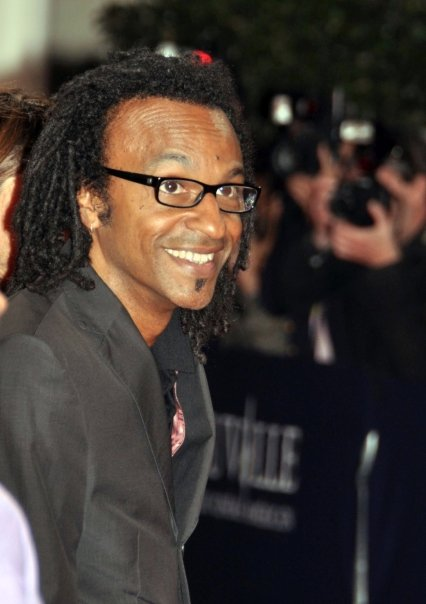
Manu Katché 2009 beim Festival Deauville

Manu Katché (eigentlich: Emmanuel Katché; * 27. Oktober 1958 in Saint-Maur-des-Fossés) ist ein französischer Schlagzeuger und international gefragter Studiomusiker. Daneben tritt er auch als Komponist, Sänger, Texter, Perkussionist und Musikproduzent in Erscheinung. Sein musikalischer Schwerpunkt ist der Bereich Rock/Pop, er spielt jedoch auch Weltmusik und Jazz.
Von 2007 bis 2011 moderierte er (zusammen mit Alice Tumler) die von ihm initiierte Musik-TV-Sendung One Shot Not. Darin wurden kurze Konzerte, Jam-Sessions und Interviews mit wechselnden Musikern verschiedener musikalischer Stilrichtungen präsentiert, die teilweise von Manu Katché am Schlagzeug begleitet wurden. Die Sendung wurde vom deutsch-französischen Kulturkanal ARTE anfangs monatlich, später wöchentlich ausgestrahlt.
Zuvor erlangte Katché in seiner Heimat Frankreich als Jury-Mitglied der Fernseh-Castingshow Nouvelle Star hohe Popularität.

## Leben

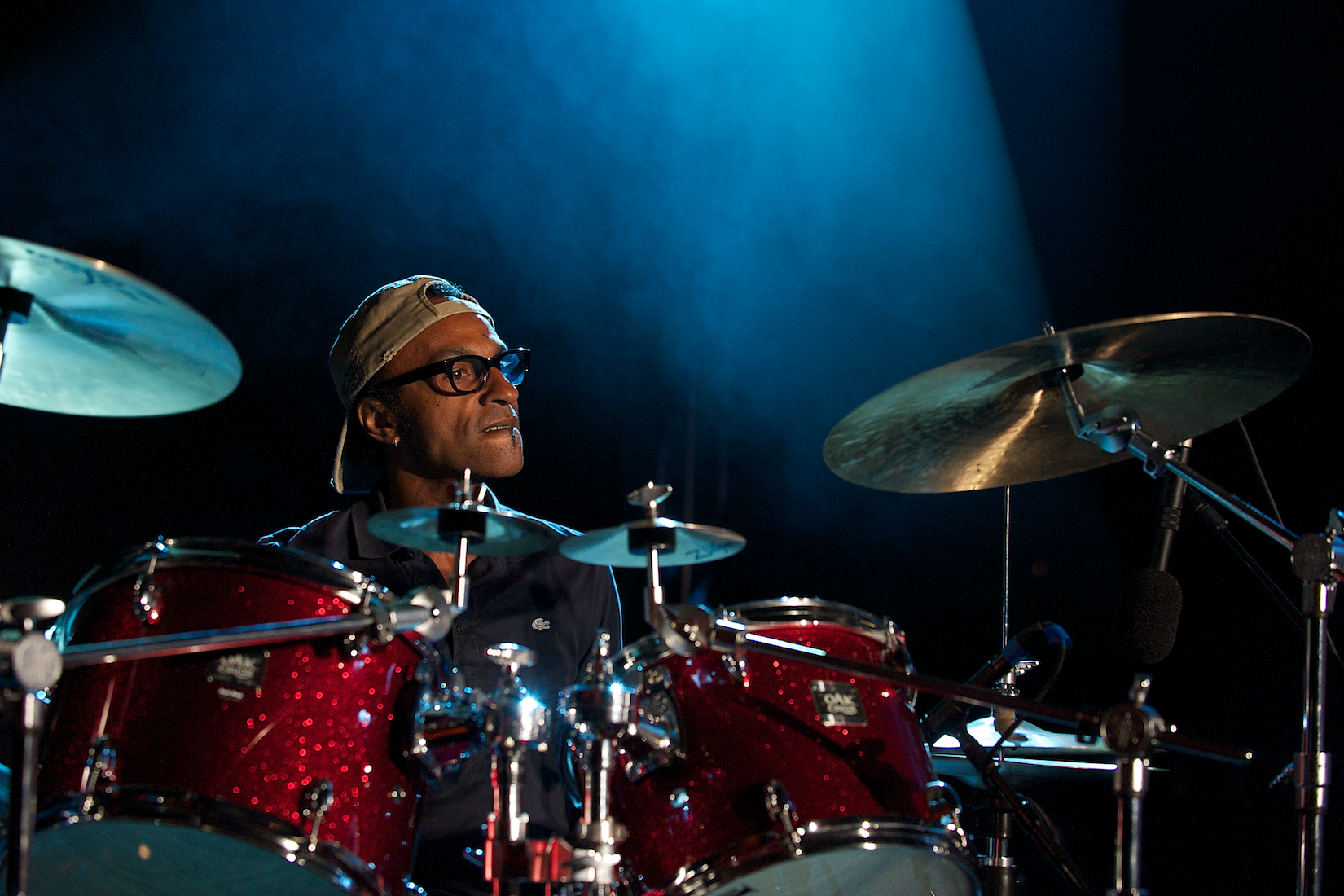
Manu Katché beim Würzburger Hafensommer 2010

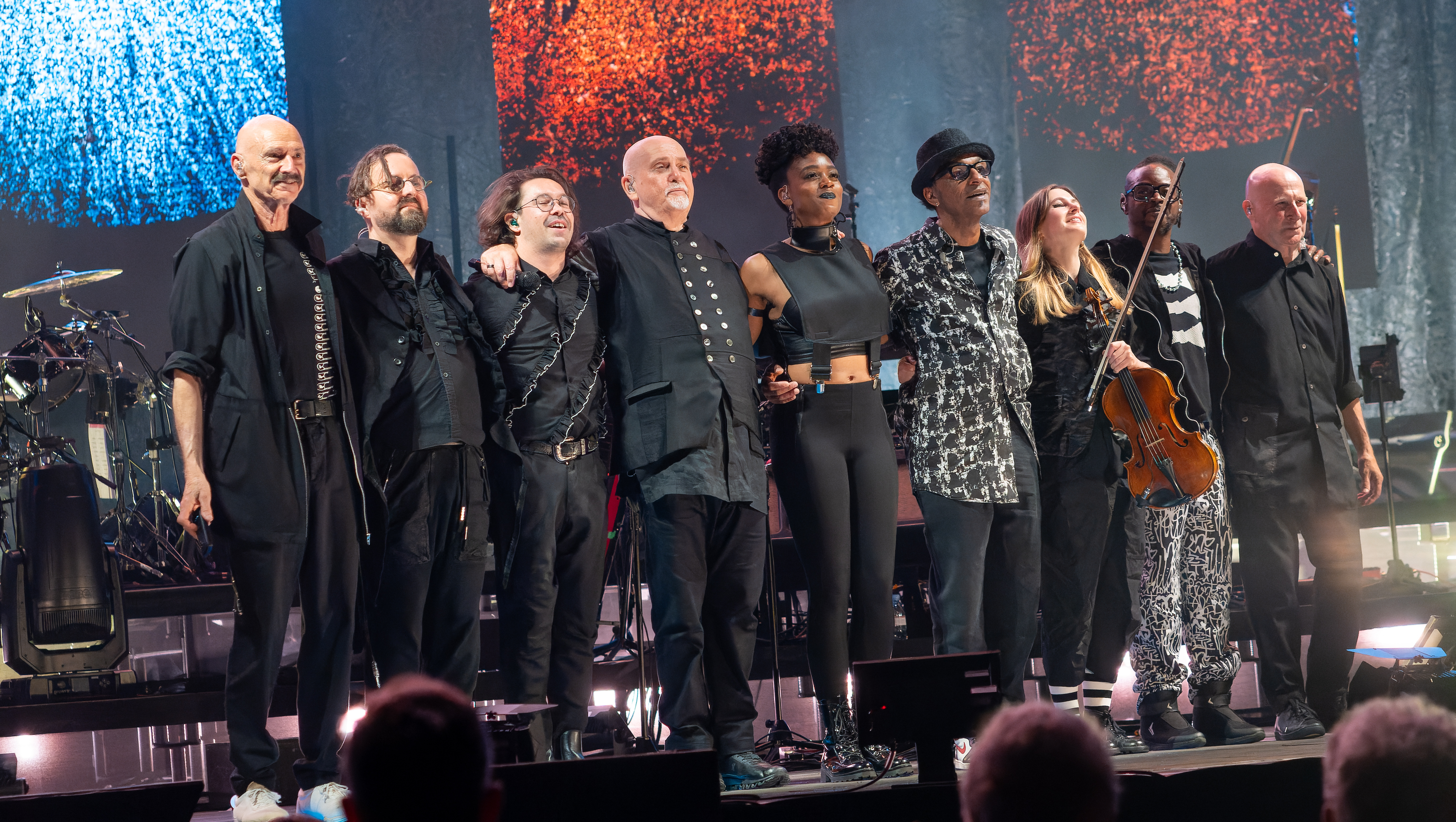
Manu Katché mit den anderen Bühnenmusikern der i/o The Tour 2023: Tony Levin, Richard Evans, Josh Shpak, Peter Gabriel, Ayanna Witter-Johnson, Manu Katché, Marina Moore, Don McLean (Don-E) und David Rhodes (von links nach rechts)

Manu Katché wuchs in der Nähe von Paris auf. Seine Eltern stammen aus Frankreich und der Elfenbeinküste. Nach einer kurzen Phase mit Ballettunterricht wechselte er mit sieben Jahren zum Klavier; ab seinem 15. Lebensjahr machte er am Conservatoire National Supérieure de Musique de Paris eine klassische Perkussionsausbildung. Seit Beginn der 1980er Jahre konnte Katché eine Karriere als Studio- und auch Live-Schlagzeuger aufbauen. Zu verdanken ist dies seinem eigenständigen Stil und seinem „Sound“, den insbesondere der facettenreiche Einsatz verschiedener Toms und Splashbecken in sein Schlagzeug-Spiel kennzeichnet.

### Musikalischer Werdegang
1985 wurde er von dem englischen Singer-Songwriter, Rockmusiker und Videokünstler Peter Gabriel als ständiges Mitglied für das Tonstudio und seine Liveband aufgenommen. Der Song In Your Eyes des Gabriel-Album-Klassikers So von 1986 vermittelt einen Eindruck von Katchés oft songprägendem Schlagzeugspiel. 1987 spielte er mit Sting dessen zweites Solo-Album … Nothing Like the Sun ein, auf dem seine filigrane, groovende Spielweise im Vordergrund stand.
Es folgten mehrere Hundert Studioeinspielungen und einige Livetourneen für Peter Gabriel, Sting und diverse andere Künstler, unter anderem Joni Mitchell, Dire Straits, Simple Minds, Tears for Fears, Jan Garbarek, Joe Satriani, Tracy Chapman, Joan Armatrading, Al Di Meola, Jeff Beck, Tori Amos, Youssou N’Dour, Manu Dibango, Gloria Estefan, Francis Cabrel, Stephan Eicher und weitere.
Zusammen mit Pino Palladino (E-Bass) und Dominic Miller (Gitarre) bildet Manu Katché ein Trio, das als Rhythmusgruppe auf zahlreichen Einspielungen in Erscheinung trat; die Gelegenheitsband der drei nennt sich The Tweeters.
1991 nahm Manu Katché sein erstes (vorwiegend aus Eigenkompositionen bestehendes) Soloalbum It’s About Time auf, unter Mitwirkung von Peter Gabriel, Branford Marsalis, Sting und anderen.
Manu Katché beteiligte sich 1993 mit dem Lied Silence (Remix) an dem von Peter Gabriel initiierten Kompilations-Album Plus from Us, bei dem sich einige an dem Gabriel-Album Us von 1992 beteiligte Musiker mit eigenen Arbeiten vorstellen konnten.
Er arbeitete unter anderem an dem Soundtrack OVO von Peter Gabriel für die Millennium Dome Show von 2000 mit.
Im September 2005 folgte sein zweites Soloalbum Neighbourhood beim deutschen Label ECM, aufgenommen in enger künstlerischer Zusammenarbeit mit dem Musikproduzenten Manfred Eicher. Katchés eigene Kompositionen wurden von dem Saxophonisten Jan Garbarek sowie den polnischen Musikern Tomasz Stańko (Trompete), Marcin Wasilewski (Piano) und Sławomir Kurkiewicz (Kontrabass) umgesetzt. Dieses Album wurde mit dem Preis der deutschen Schallplattenkritik für das Jazz-Album des Jahres 2006 ausgezeichnet.
Im September 2007 erschien sein drittes Soloalbum Playground, ebenfalls auf ECM, mit teils veränderter Besetzung im Vergleich zu Neighbourhood.
Sein viertes Album Third Round (ECM) erschien im März 2010 mit erneut anderer Besetzung, zum Beispiel Pino Palladino (E-Bass) und Jason Rebello (Piano).
Im Oktober 2012 erschien sein fünftes Album Manu Katché, abermals auf ECM. Darauf wirkten die Norweger Nils Petter Molvær an der Trompete und Tore Brunborg am Saxophon sowie der britische Keyboarder Jim Watson am Piano und an der Hammond-Orgel mit. Letzter übernahm für das Album oft auch den Part des Bassisten – auf den Katché verzichtete. 2014 erschien Katchés erstes Album auf ACT Music als Livemitschnitt eines Konzertes, aufgenommen im Pariser Club New Morning in der Besetzung Manu Katché (Schlagzeug), Jim Watson (Orgel, Piano), Tore Brunborg (Saxophon) und Luca Aquino (Trompete).

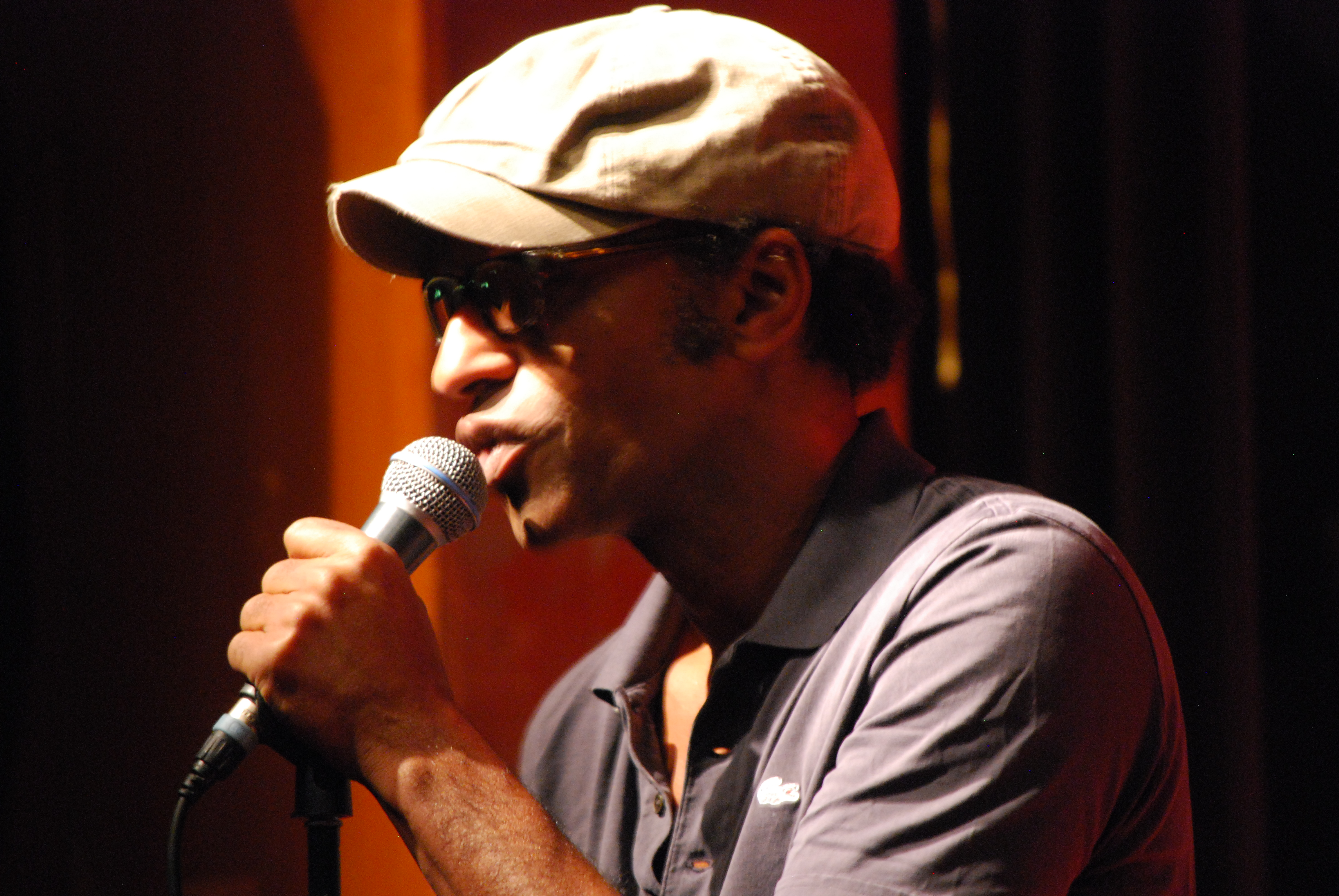
Manu Katché, Schlagzeug
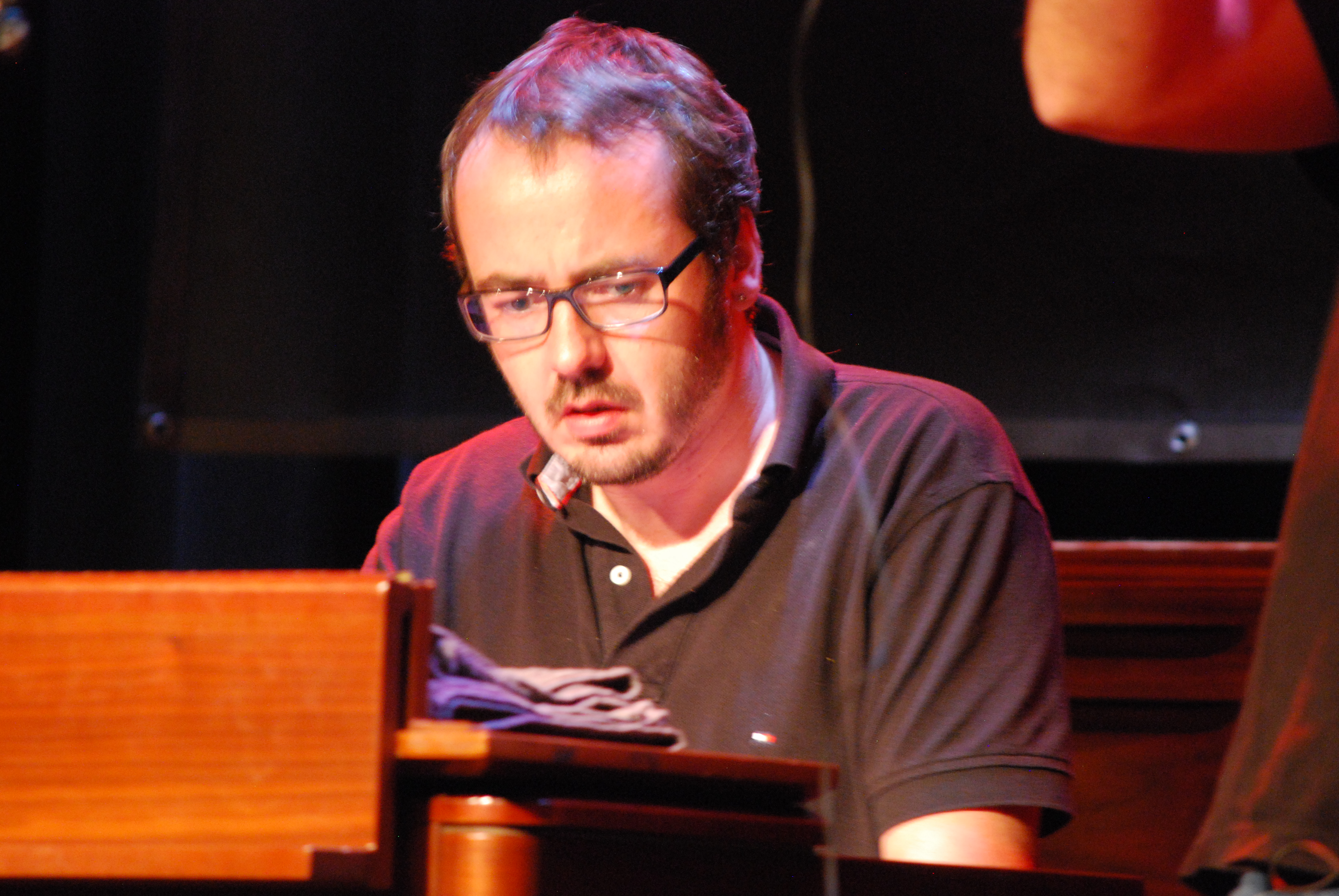
Jim Watson, Klavier und Orgel
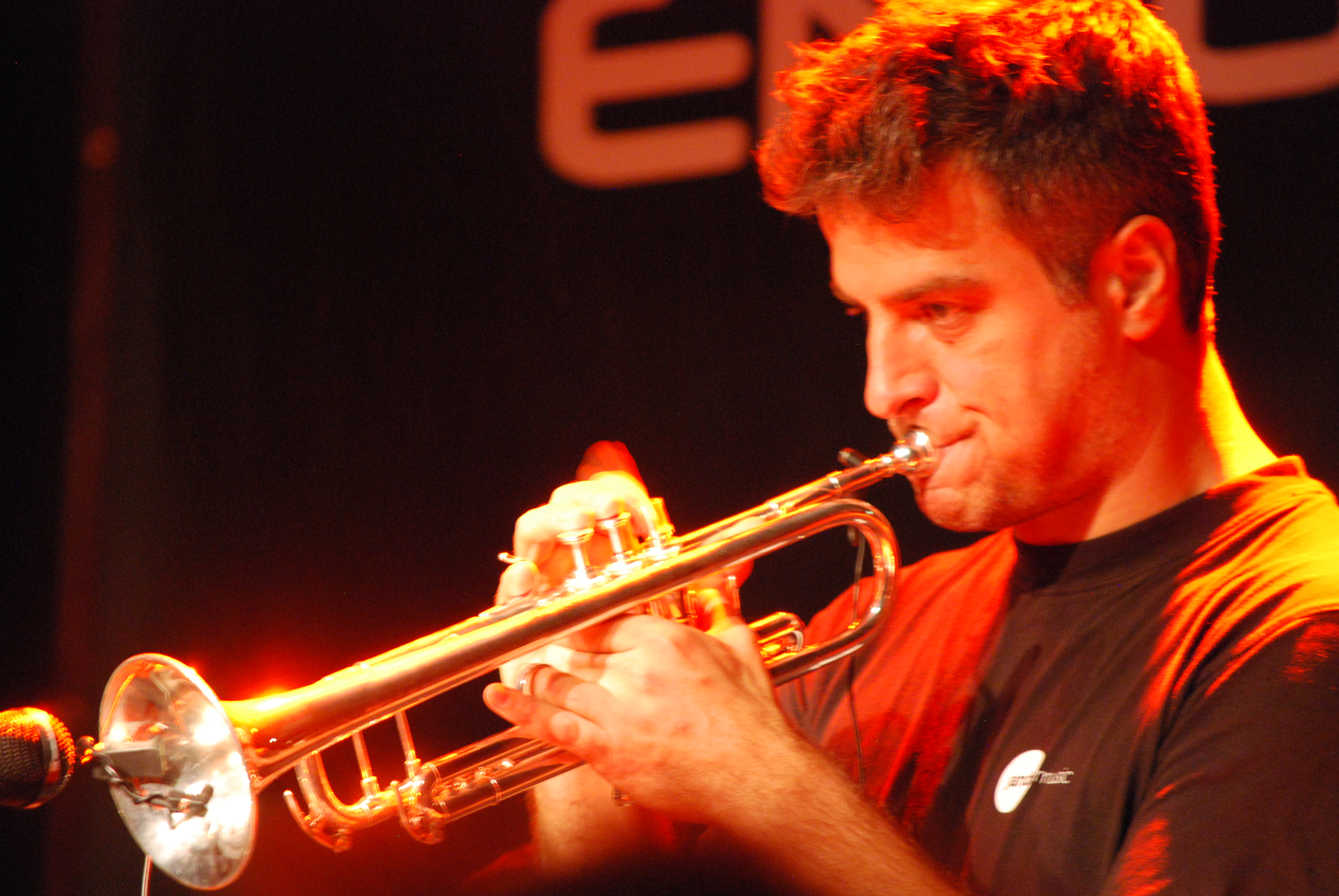
Luca Aquino, Trompete
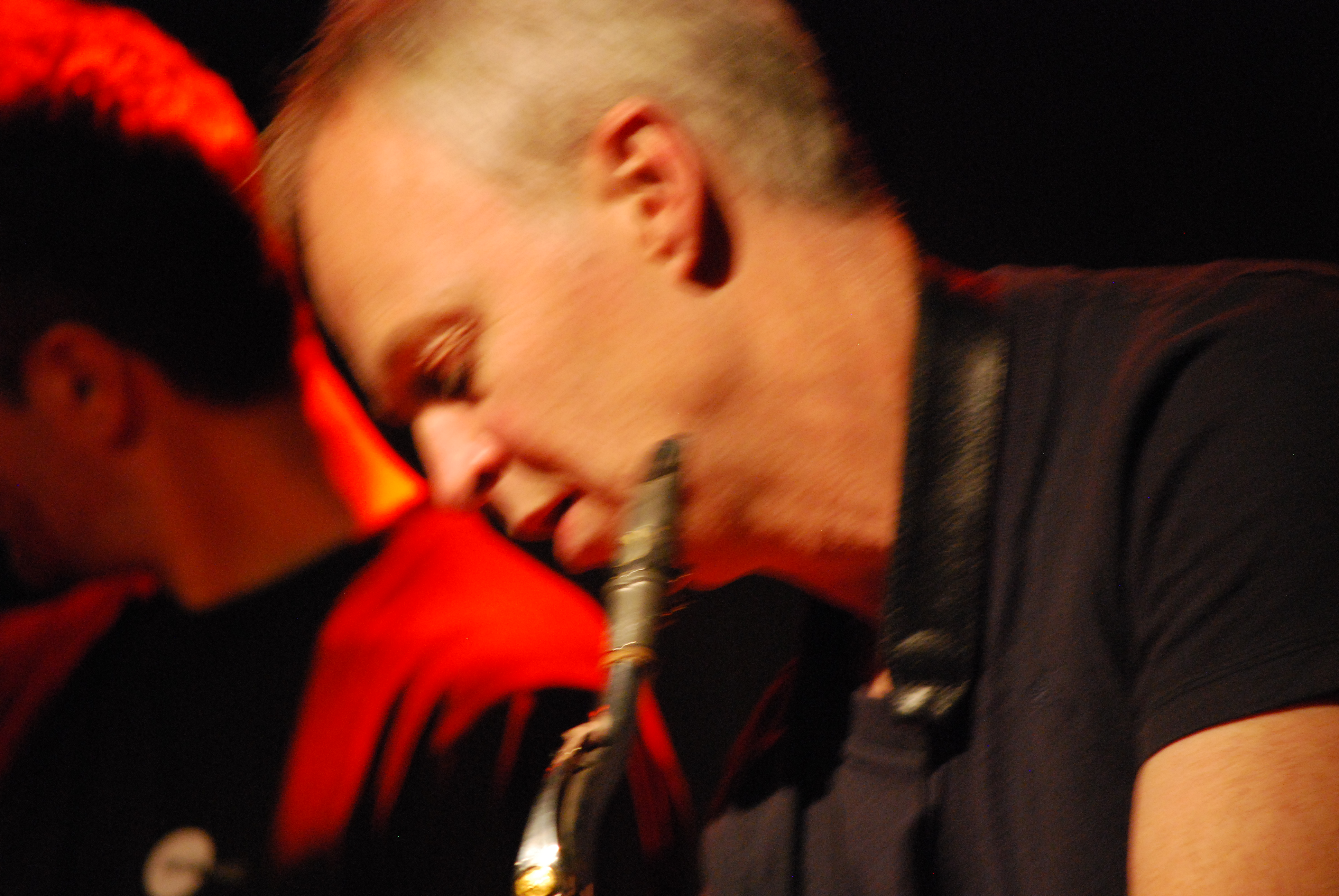
Tore Brunborg, Saxophon

Manu Katché ist Werbepartner (Endorser) für den Schlagzeug-Hersteller Yamaha und den Becken-Hersteller Zildjian, jeweils mit Produkten eigens unter seinem Namen. 2016 listete ihn der Rolling Stone auf Rang 57 der 100 größten Schlagzeuger aller Zeiten.

## Diskografie (Auszug)
Manu Katché ist auf zahlreichen Studio- und Live-Produktionen vertreten. Hier ein Auszug von Alben, auf denen seine stilistischen Merkmale hervortreten:
- Manu Katché – It’s About Time (1991)
- Manu Katché – Stick Around (1994)
- Manu Katché – Neighbourhood (2005, DE: Gold (German Jazz Award))
- Manu Katché – Playground (2007)
- Manu Katché – Third Round (2010)
- Manu Katché – Manu Katché (2012)
- Manu Katché – Unstatic (2016)
- Manu Katché – The Scope (2019)
- Sting – … Nothing like the Sun (1987)
- Sting – The Soul Cages (1991)
- Sting – Brand New Day (1999)
- Sting – All This Time (2001)
- Peter Gabriel – So (1986)
- Peter Gabriel – Us (1992)
- Peter Gabriel – Secret World Live (1993, auch als DVD/VHS-Konzert-Video)
- Peter Gabriel – Long Walk Home: Music from the Rabbit-Proof Fence (2002)
- Peter Gabriel – Back to Front: Live in London (live) (2014)
- Peter Gabriel – i/o (2023)
- Dire Straits – On Every Street (1991)
- Stephan Eicher – Engelberg (1991)
- Robbie Robertson – Robbie Robertson (1987)
- Claudio Baglioni – Oltre (1990)
- Joan Armatrading – Hearts and Flowers (1990)
- Tracy Chapman – Matters of the Heart (1992)
- Kami Lyle – Blue Cinderella (1997)
- Gabin Dabiré – Tieru (2002)
- Jan Garbarek – I Took Up the Runes (1990)
- Jan Garbarek – Ragas and Sagas (1992)
- Al Di Meola – Orange and Blue (1994)
- Jan Garbarek – Twelve Moons (1994)
- Joan Armatrading – What’s inside (1995)
- Jan Garbarek – Visible World (1996)
- Jan Garbarek – In Praise of Dreams (2004)
- Jan Garbarek – Dresden (Live) (2009)
- Joe Satriani – Joe Satriani (1995)
- Nigel Kennedy – Kafka (1997)
- Rick Wright – Broken China (1996)
- Simple Minds – Street Fighting Years (1989)
- Tori Amos – Boys for Pele (1996)
- Youssou N’Dour – The Lion (1989)